# Оцелот (бронеавтомобиль)
Оцелот (англ. Ocelot) — лёгкий английский бронеавтомобиль типа MRAP. В британской армии имеет обозначение Foxhound («Фоксхаунд»).
Оцелот разработан компанией Force Protection Europe и автостроительной фирмой Ricardo. Предназначена для войсковой разведки, патрулирования, управления огнём и тыловой поддержки на любой местности. Эта машина спроектирована так, что легко разбирается и собирается с заменой частей кузова. Машина Оцелот имеет раздельные приводы на все четыре колеса. V-образное днище хорошо противостоит осколкам и позволяет эффективно рассеивать энергию взрыва.
Британское министерство обороны сообщило в конце сентября 2010 года, что будет закуплено 200 таких машин. Поставка первых машин ожидается в 2011 году.
Британское министерство обороны приняло решение принять «Оцелот» на смену основной машины спецсил — «Снэтч» фирмы Land Rover, которая вызвала немало нареканий у британских военных во время эксплуатации во время боевых действий в Ираке и Афганистане.

## ТТХ
- Боевая масса: 7500 кг
- Экипаж (десант): 2 (6 ?) чел.
- Размеры
  - Длина по корпусу 5,32 м
  - Ширина: 2,1 м
  - Высота: 2,35 м
- Максимальная скорость: 110 км/ч
- Двигатель: дизель с турбонаддувом